# Spinifex Press
Spinifex Press — независимое феминистское книжное издательство из Австралии. Оно было основано в марте 1991 года Ренатой Кляйн и Сьюзен Хоторн. Оно выпускает более 200 наименований и публикует как художественную, так и научно-популярную литературу, которая является новаторской и противоречивой. Издательство специализируется на темах, представляющих феминистский интерес, включая лесбийскую литературу, женское здоровье, произведения аборигенных, азиатских и африканских женщин, а также книги, посвящённые экологии, глобализации, насилию в отношении женщин, проституции и порнографии. Spinifex был одним из первых австралийских издателей, которые адаптировались к новым технологиям, предложив веб-каталог и обеспечив возможность покупки всех изданий в Интернете. Издаёт электронные книги с 2006 года.
Spinifex Press отпраздновало своё 25-летие в сентябре 2016 года двухдневной конференцией радикальных феминисток, кульминацией которой стала разработка радикального феминистского манифеста. В марте 2021 года Spinifex отпраздновало своё 30-летие в Zoom мероприятием под названием «Добро пожаловать в страну», демонстрирующим письменность коренных народов Австралии.
Авторы — австралийцы и иностранцы, в их число входят Шейла Джеффрис, Мелинда Танкард Рейст, Финола Мурхед, Дайан Белл, Мерлинда Бобис, Берил Флетчер, Унити Доу, Мария Мис, Роуз Цви, Фетхие Четин, Дейл Спендер, Мэри Дейли, Дженис Реймонд, Вандана Шива и Джули Биндель.